# Холтерівське моніторування

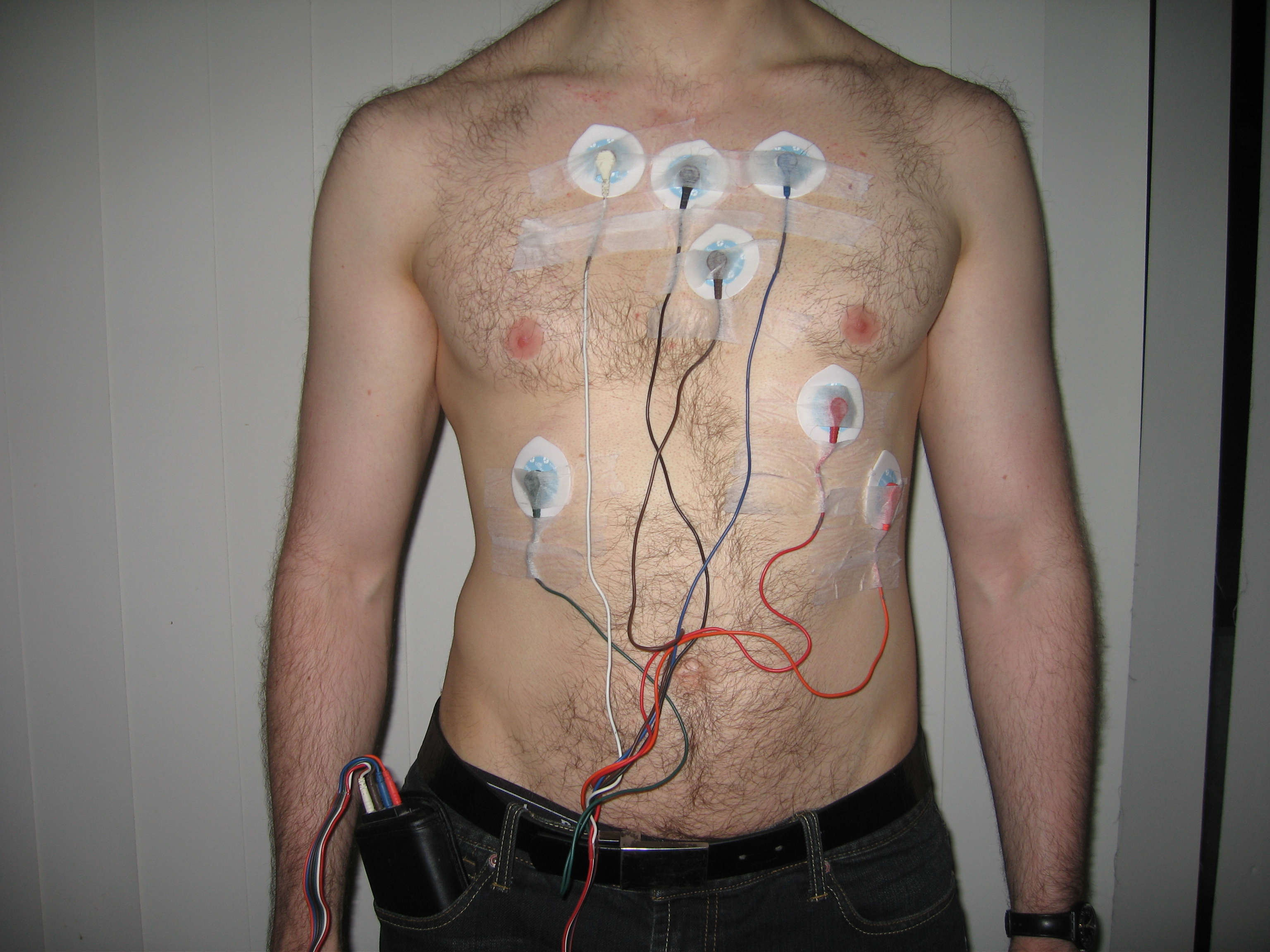
Пацієнт з апаратом та електродами

Холтерівське моніторування ЕКГ (Добове моніторування ЕКГ, Холтер ЕКГ) — метод електрофізіологічної інструментальної діагностики, який полягає в тривалій реєстрації ЕКГ в умовах щоденної активності пацієнта з подальшим аналізом отриманого запису. Дає можливість виявити порушення в роботі серця, навіть якщо вони трапляються дуже рідко, оскільки запис ЕКГ ведеться безперервно протягом однієї, двох, а за необхідності до семи діб.
Метод названий на честь американського дослідника Нормана Холтера, який запровадив радіоелектрокардіографію і вперше здійснив тривалу реєстрацію ЕКГ.
Цей метод є неінвазивним і високоінформативним, він широко застосовується у стаціонарних і амбулаторних умовах для діагностики ішемічної хвороби серця (ІХС), порушень ритму та провідності серця, а також оцінки ефективності лікування серцево-судинних захворювань.

## Суть методики
Дослідження полягає в безперервній реєстрації електрокардіограми протягом 24 і більше годин (48, 72 години, іноді до 7 діб). Запис ЕКГ здійснюється за допомогою спеціального портативного апарата — рекордера (реєстратора), який пацієнт носить із собою (на ремені через плече або на поясі). Запис ведеться по 2, 3 або більше каналах (до 12 каналів). Досі найбільш поширені саме 2- і 3-канальні реєстратори. У ряді випадків є можливість при триканальному записі отримати математично відновлену ЕКГ 12 каналів, що може бути корисно при топічній діагностиці екстрасистол. Однак така «відновлена» ЕКГ і запис 12-канального реєстратора може не збігатися з поверхневою ЕКГ 12 відведень, знятої стандартним методом, тому дані холтерівського запису (у тому числі істинного 12-канального) не можуть замінити звичайної ЕКГ.
Залежно від способу зберігання запису, ЕКГ реєстратори підрозділяються на реєстратори на магнітній стрічці і з електронною пам'яттю; залежно від обсягу інформації, що зберігається, ЕКГ бувають з безперервною записом і з записом фрагментів (подій).

## Процедура дослідження
Для здійснення контакту з тілом пацієнта використовуються одноразові клейкі електроди. Важлива для якісного запису підготовка поверхні шкіри: збривають волосся в місці кріплення електродів, шкіру знежирюють. Потім шкіру протирають спиртом, просушують і наклеюють електроди. Найкращі результати дають спеціальні електроди для тривалого моніторування з так званим «твердим гелем», тобто з електролітним гелем, який під дією тепла тіла пацієнта зменшує в'язкість.
Під час дослідження пацієнт веде свій звичайний спосіб життя (працює, робить прогулянки і т. ін.), відзначаючи в спеціальному щоденнику час і обставини виникнення неприємних симптомів з боку серця, прийом ліків і зміну видів фізичної активності. При цьому лікар може дати пацієнту завдання, наприклад, піднятися на певну кількість ступенів і позначити завдання як виконане натисканням кнопки на моніторі. Таким чином лікар зможе проаналізувати зміну роботи серця під час фізичної активності.

## Аналіз результатів
Аналіз отриманого запису здійснюється на дешифраторі, яким зазвичай слугує комп'ютер з відповідним програмним забезпеченням. Сучасні реєстратори можуть самі здійснювати первинну класифікацію записаної ЕКГ, що дозволяє прискорити процес її остаточної розшифровки лікарем на комп'ютері. Слід зауважити, що будь-яка автоматична класифікація ЕКГ недосконала, тому будь-який холтерівський запис повинен бути переглянутий і відкоригований лікарем. Загальноприйнятого сформульованого стандарту на розшифровку не існує, однак там обов'язково повинні бути вказані:
- відомості про ритм серця: його джерело (джерела) і частоти;
- відомості про порушення ритму: екстрасистолах надшлуночкових і шлуночкових (із зазначенням кількості, морфології та інших особливостей), пароксизмах аритмій;
- відомості про паузи ритму;
- відомості про зміни інтервалів PQ і QT, якщо ці зміни мали місце, відомості про зміни морфології комплексу QRS, обумовлених порушеннями внутрішньошлуночкової провідності;
- відомості про зміни кінцевої частини шлуночкового комплексу (сегмента ST) і про зв'язок цих змін з фізичною активністю пацієнта і його відчуттями по щоденнику;
- відомості про роботу штучного водія ритму — якщо він є.

Виявлені особливості або патологія повинні бути проілюстровані роздруківками ЕКГ за відповідний період моніторування.

## Покази
Показами для проведення холтерівського моніторингу є такі ситуації:
- порушення ритму та провідності серця;
- раннє виявлення ішемії міокарда — у чоловіків старше 35 років та жінок старше 40 років виконується один раз на три роки, у кардіологічних пацієнтів — раз на рік;
- ведення контролю антиаритмічної терапії;
- ведення контролю антиішемічної терапії (до проведення лікування і через три тижні після нього);
- при супутніх синдромах і станах (хвороби щитоподібної залози, тиреотоксикозі; високий рівень холестерину; планована вагітність);
- при вагітності на будь-якому терміні (одноразово).